# Ludwig-Lesser-Park

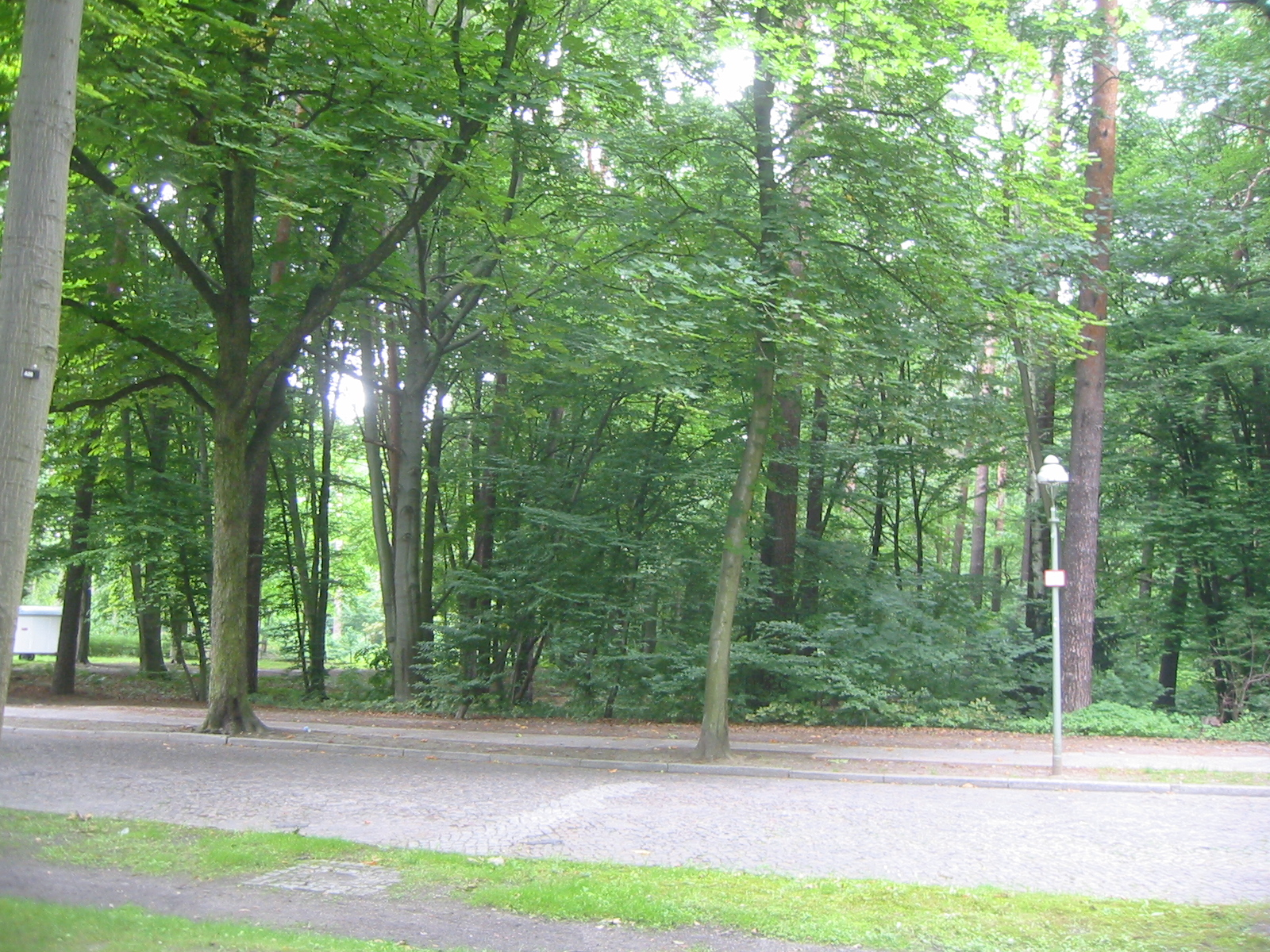
Ludwig-Lesser-Park in Berlin-Frohnau

Der Ludwig-Lesser-Park liegt im Berliner Ortsteil Frohnau des Bezirks Reinickendorf zwischen der Schönfließer Straße im Norden, der Gollanczstraße im Westen, der Senheimer Straße im Osten und der Markgrafenstraße im Süden. Er ist nach dem Berliner Landschaftsarchitekten Ludwig Lesser benannt.

## Geschichte
Der Park wurde um 1908 von Lesser angelegt und hieß ursprünglich nur Erholungspark. 1935 wurde er nach dem in Frohnau wohnenden Kunstmaler in Ernst-Schwartz-Park umbenannt. Schwartz war SA-Reserveführer und wurde bei einer Schlägerei mit Kommunisten tödlich verletzt. Nach dem Ende des Zweiten Weltkrieges benannte die Rote Armee das Gelände in Park der Roten Armee um. In Gedenken an rund 30 in Frohnau gefallene Soldaten errichteten sie ein Ehrenmal, welches am 22. Juni 1945 eingeweiht wurde. 1951 erfolgte der Abriss des Ehrenmals, nachdem zuvor alle gefallenen Soldaten in den sowjetischen Soldatenfriedhof Schönholz überführt wurden. Sieben Jahre später wurde der Park nach Lesser benannt.

## Gestaltung

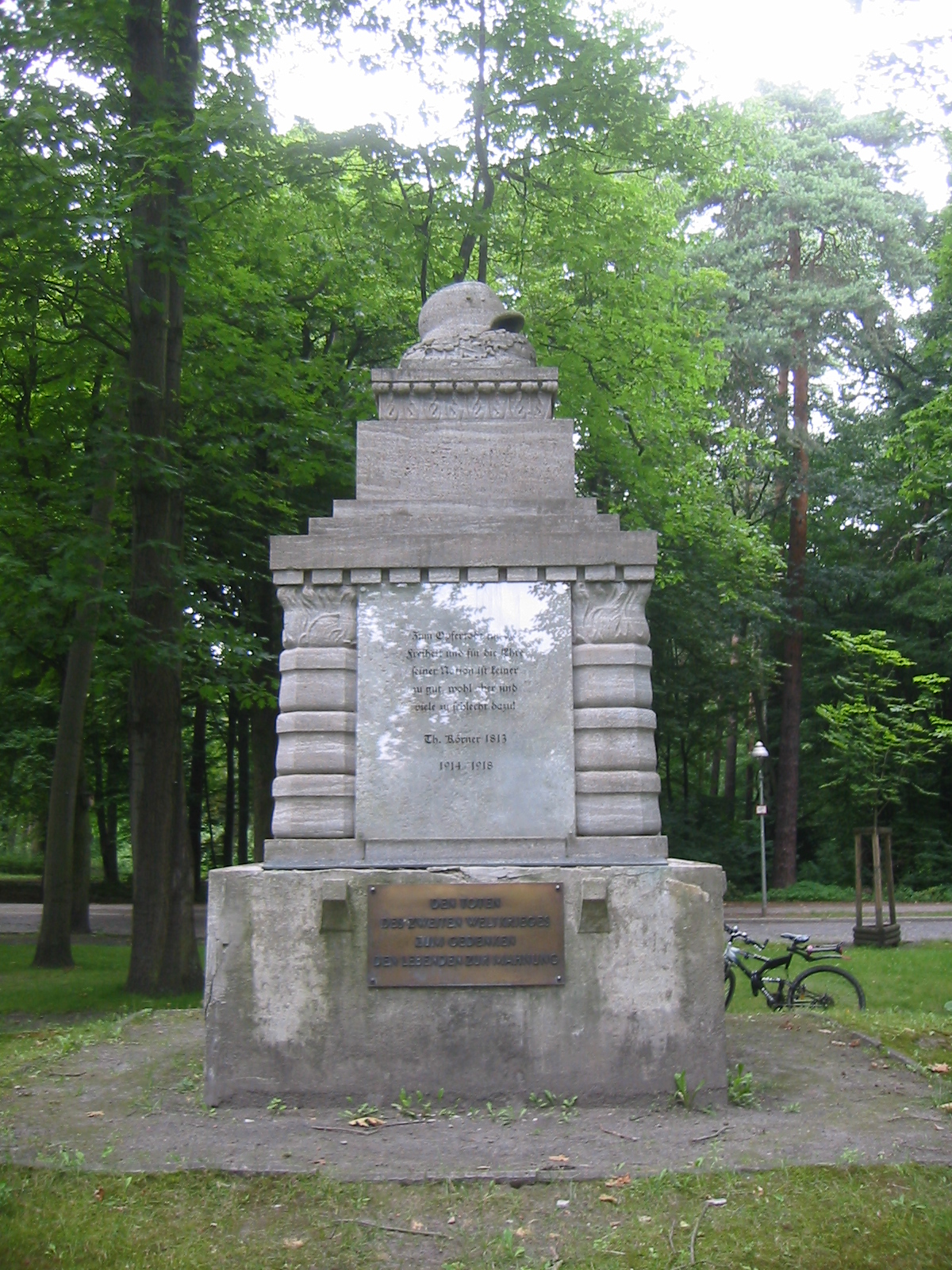
Denkmal für Toten der Weltkriege in der Markgrafenstraße

Lessers Parkanlagen zeichnen sich durch eine hohe Naturbelassenheit aus. Daher findet man im Park nur den Ludwig-Lesser-Teich, der abfließendes Regenwasser aufnimmt. Derartige Anlagen findet man im lehmhalten Boden Frohnaus an einigen anderen Stellen, etwa im Schering- oder Pilzteich.
In der Nähe des Teichs befindet sich ein inzwischen stark verwittertes Säulenkapitell. Es stammt von 1893 abgetragenen alten Berliner Dom. Südlich des Parks zwischen der Ecke Wiltinger / Markgrafenstraße befindet sich ein Kriegerdenkmal von Paul Poser. Es wurde 1922 von den Einwohnern Frohnaus zu Ehren der Gefallenen aus dem Ersten Weltkrieg errichtet. Teile der Inschrift sind nicht mehr lesbar, dennoch ist auf der Vorderseite ein Zitat von Theodor Körner erkennbar: „Zum Opfertode für die Freiheit und für die Ehre seiner Nation ist keiner zu gut, wohl aber sind viele zu schlecht dazu.“ Auf Initiative des Grundbesitzer-Vereins Berlin-Frohnau e. V. wurde am 5. Juli 1959 eine Bronzeplatte ergänzt, ohne die Namen der Gefallenen des Zweiten Weltkriegs aufzunehmen. Die Simsplatte zeigt den folgenden Text:

„Zum Gedenken an die Kriegsgefallenen des 1. Weltkrieges wählte man bei Errichtung des / Denkmals im Jahre 1922 diesen Spruch des Dichters Theodor Körner (1791–1813), der / im Alter von 21 Jahren in den Befreiungskriegen 1813/1815 fiel. Angesichts der Opfer / zweier Weltkriege muß diese Inschrift die heute Lebenden zum Nachdenken aufrufen.“

Heute befindet sich an dieser Stelle eine Acrylglasplatte, die allerdings nicht alle Namen aufzeigt.

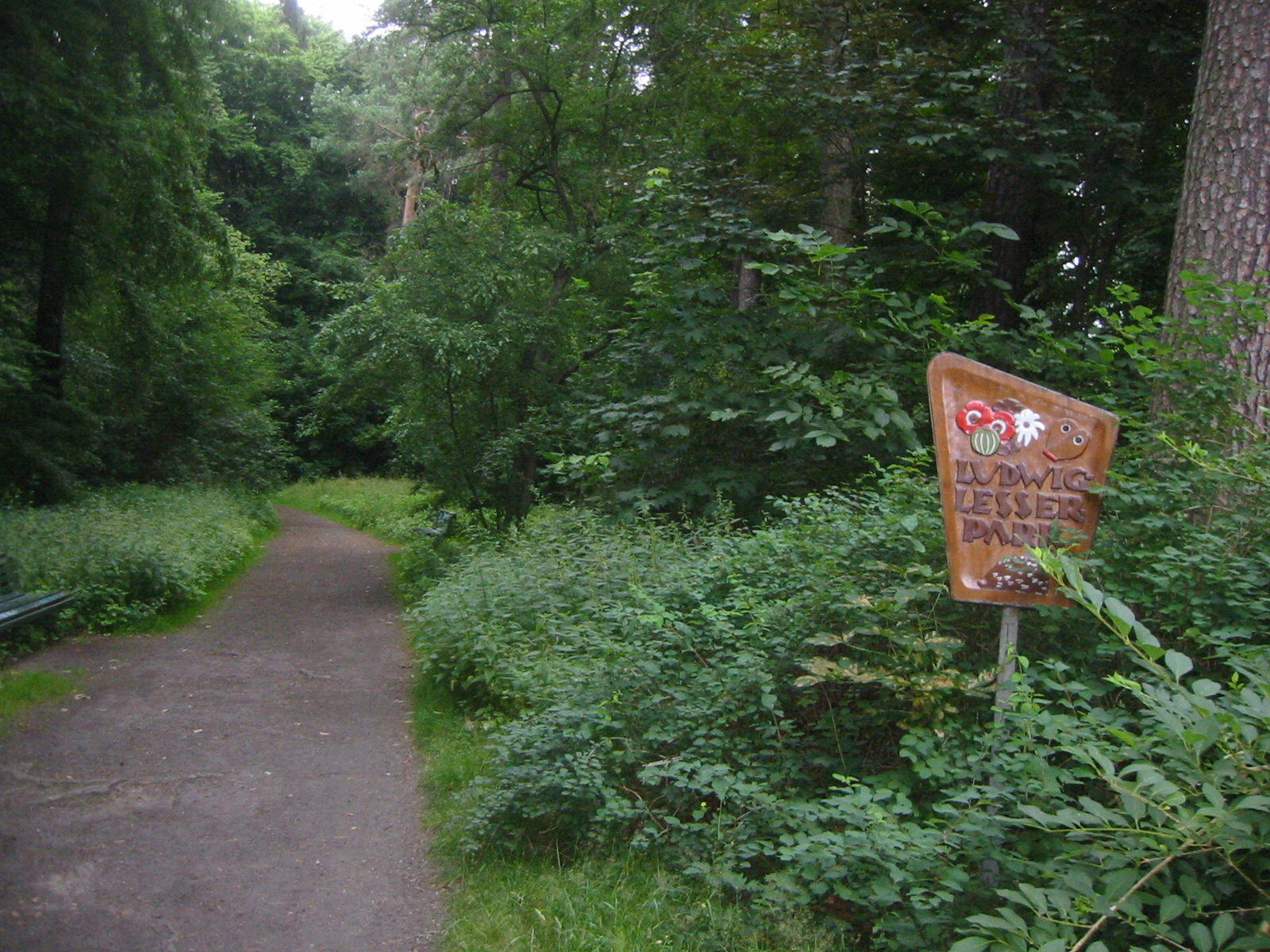
Südlicher Eingang Ludwig-Lesser-Park
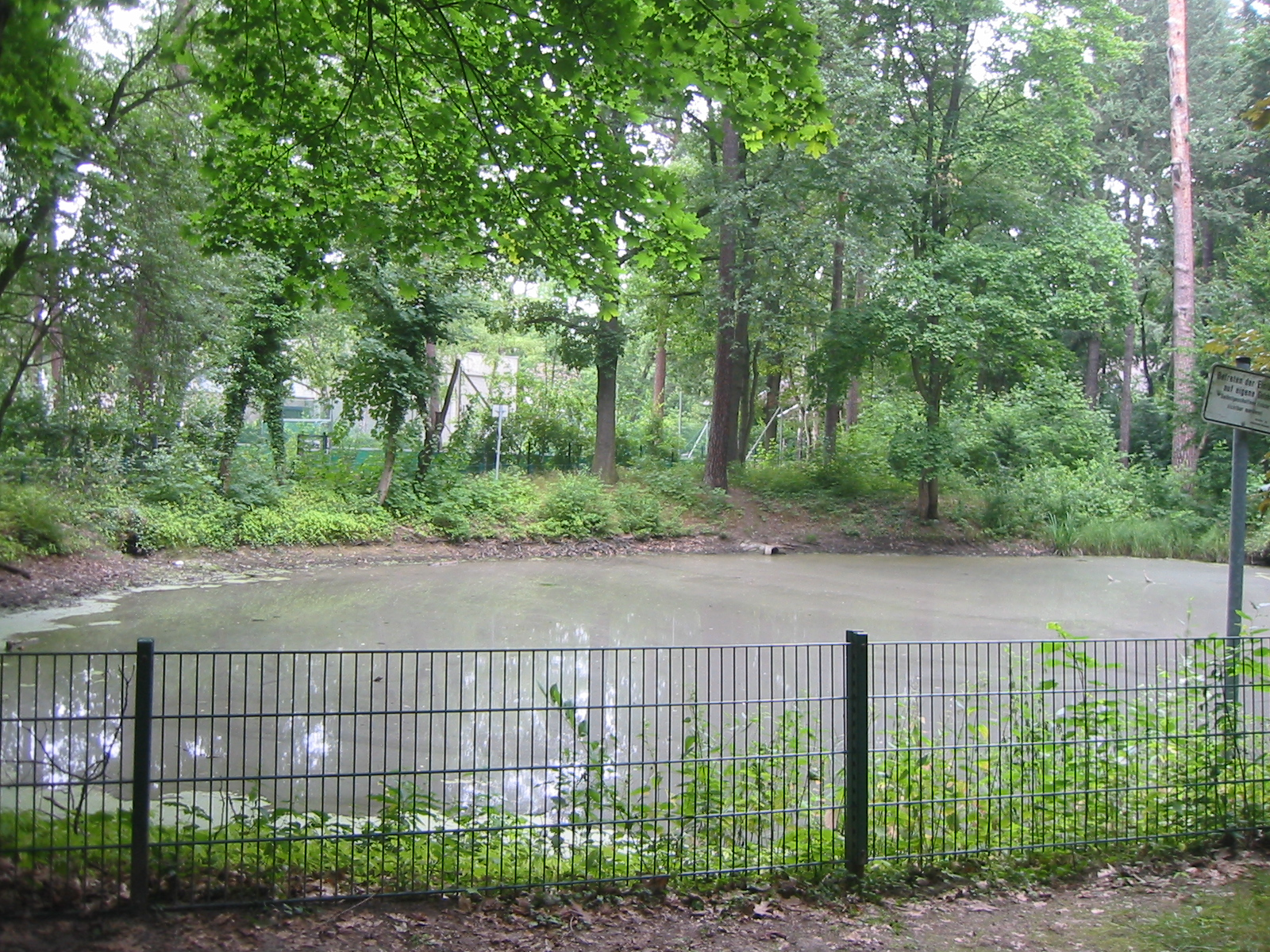
Ludwig-Lesser-Teich im Ludwig-Lesser-Park
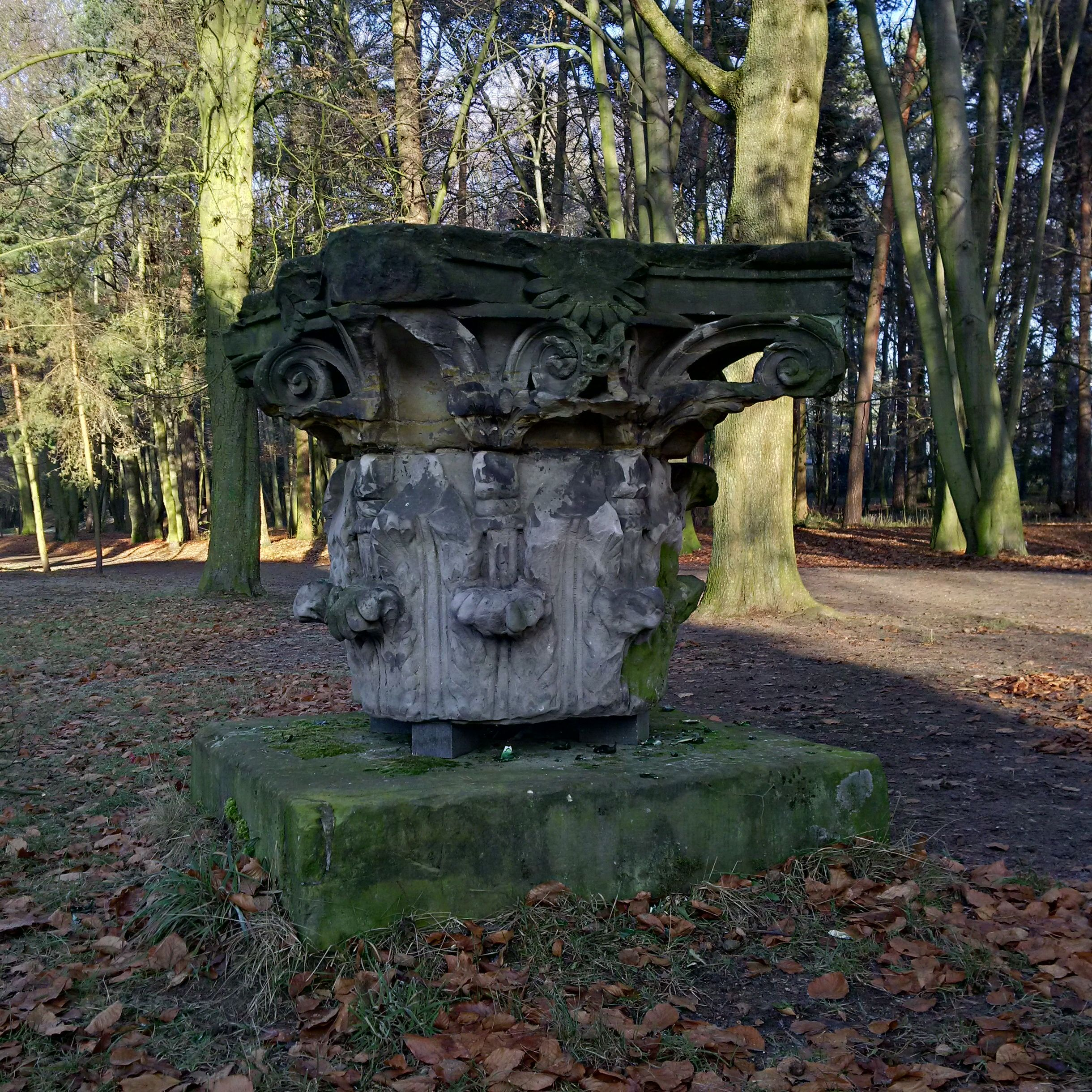
Säulenkapitell des ehemaligen Berliner Doms im Ludwig-Lesser-Park